# 2e corps d'armée (Corée du Nord)
Pour les articles homonymes, voir 2e corps d'armée.
Le 2e corps d'armée nord-coréen est un corps de l'armée populaire de Corée créé en 1950. Il participe à la guerre de Corée.